# John Costelloe
John A. Costelloe (8 de noviembre de 1961 - 18 de diciembre de 2008) fue un actor estadounidense, conocido por su papel de Jim "Johnny Cakes" Witowski, el amante de Vito Spatafore, en la serie de HBO Los Soprano.
Originario de Brooklyn, Nueva York, era de ascendencia irlandesa. Costelloe, exintegrante del cuerpo de bomberos de la ciudad de Nueva York, murió el 18 de diciembre de 2008 al dispararse con un arma en su casa de Sunset Park en Brooklyn. Tenía 47 años. Su cuerpo fue encontrado dos días después de su muerte. Su muerte sorprendió a sus amigos y su familia por la falta de respuestas sobre la causa de su suicidio.
Poco antes de su muerte, Costelloe había estado actuando en la obra teatral Gang of Seven. Y formó parte del reparto de La duda (2008), película nominada a cinco premios Óscar, era su primer papel en el cine después de haber participado en Los Soprano.

## Filmografía selecta
- La duda (2008) como Warren Hurley.
- Los Soprano (2006) como Jim Witowski (4 capítulos).
- Law & Order (2000) como Colin Parnell (un capítulo).
- Kazaam (1996) como Travis.
- Who Do I Gotta Kill? (1992) como Bink-Bink Borelli.
- Billy Bathgate (1991) como Lulu.
- Die Hard 2 (1990) como el sargento Oswald Cochrane.
- Last Exit to Brooklyn (1989) como Tommy.
- Black Rain (1989) como The Kid.